# 界堪
界堪，又名齋堪，（？年—？年），愛新覺羅氏，清景祖覺昌安第三子，顯祖塔克世之兄，太祖努爾哈赤伯父。
順治十一年（1654年），朝廷追封額爾袞為慧哲郡王與其弟宣獻郡王界堪及其福晉同享太廟。

## 延伸阅读
[在维基数据编辑]
 《清史稿/卷215》，出自趙爾巽《清史稿》